# California State University - Bakersfield
De California State University - Bakersfield (CSUB), kortweg CSU Bakersfield of Cal State Bakersfield, is een Amerikaanse openbare universiteit in de Californische stad Bakersfield in Kern County. De universiteit heeft tevens een satellietcampus in Lancaster, het Antelope Valley Center. De universiteit werd in 1965 opgericht en opende haar campus in 1970 als de 19e school in het California State University-systeem. Er worden 31 bachelor- en 22 masteropleidingen aangeboden aan de CSUB.

## Onderwijs

### Scholen
Er zijn vier scholen, vergelijkbaar met faculteiten, aan de CSUB:
- School of Arts & Humanities
- School of Business & Public Administration
- School of Natural Sciences, Mathematics & Engineering
- School of Sociale Sciences & Education

Daarnaast bestaan er verschillende interdisciplinaire studieprogramma's en minors die buiten de traditionele indeling in scholen vallen.

## Alumni
Enkele bekende alumni van de CSUB zijn:
- Roy Ashburn, politicus
- Kathleen O'Neal Gear, schrijfster
- Kevin McCarthy, politicus
- Tito Ortiz, mixed martial artist